# Ella Sings Gershwin
Ella Sings Gershwin (с англ. — «Элла поёт Гершвина») — первый студийный альбом американской джазовой певицы Эллы Фицджеральд, целиком состоящий из песен авторства Джорджа и Айры Гершвинов. Альбом был записан на студии Decca Records 11 сентября 1950 года, выпущен на 10-дюймовой виниловой пластинке под студийным номером DL5300. В записи помимо Фицджеральд принимал участие пианист Эллис Ларкинс, аккомпанировавший певице во время всех песен.
В 1994 году вышел ремастеринг Pure Ella, включавший ре-релизы песен из альбома Ella Sings Gershwin, а также с пластинки Songs in a Mellow Mood (1954).

## Список композиций
Все тексты написаны Айрой Гершвином, вся музыка написана Джорджем Гершвином.
| №                   | Название                   | Длительность |
| ------------------- | -------------------------- | ------------ |
| 1.                  | «Someone to Watch Over Me» | 3:13         |
| 2.                  | «My One and Only»          | 3:13         |
| 3.                  | «But Not for Me»           | 3:12         |
| 4.                  | «Looking For a Boy»        | 3:06         |
| Общая длительность: | Общая длительность:        | 12:44        |

| №                   | Название                           | Длительность |
| ------------------- | ---------------------------------- | ------------ |
| 5.                  | «I’ve Got a Crush on You»          | 3:13         |
| 6.                  | «How Long Has This Been Going On?» | 3:14         |
| 7.                  | «Maybe»                            | 3:21         |
| 8.                  | «Soon»                             | 2:44         |
| Общая длительность: | Общая длительность:                | 12:32        |

## Участники записи
- Элла Фицджеральд — вокал.
- Эллис Ларкинс — фортепиано.